# Pedro el Morato
Pedro Segura, conocido artísticamente como Pedro el Morato fue un cantaor, tocaor y trovero español, nacido en Vera, según algunos estudiosos durante la década de 1830.

## Vida
Emigró muy joven y se fue a trabajar a las minas de Utrilla (provincia de Teruel), y más tarde en las de Linares (provincia de Jaén) y La Unión (provincia de Murcia), para por fin regresar a las comarcas mineras de Sierra Almagrera, en la provincia de Almería. 
Se dedicaba a la venta de verduras y frutas por los pueblos mineros. Si bien estuvo siempre muy relacionado con la localidad de Vera, residió a su vuelta de nuevo en Antas, donde tuvo un rival, también cantaor y trovero, José el Evente. 
Se trata de uno de los cantaores famosos más antiguos de La Unión. Según Antonio Piñana, lo apadrinaban Rojo el Alpargatero y El Pajarito. Con el primero creó seis tarantillas entre 1891 y 1902 y un verdial en 1901.
Algunos testimonios sugieren que en algún momento emigró a América del Sur para regresar años más tarde pertrechado de una "máquina cantora". Después volvió a marchar y no se supo más de él. Luis Díaz, por su parte, afirma que fue apuñalado por dos arrieros en una acalorada discusión en algún lugar del Levante Almeriense o el Campo de Cartagena.

## Significación
Especialista en el trovo y los cantes de las minas, es para mucho investigadores una figura clave en la transición de lo folklórico a lo flamenco en los cantes de Levante, siendo probablemente responsable de la transmisión de los fandangos alpujarreños al Levante Almeriense y el Campo de Cartagena. De esta ósmosis de estilos eran responsables, en efecto, los tartaneros y comerciantes que viajaban de una cuenca minera a otra, como era el caso de Pedro el Morato.
El flamencólogo Ángel Álvarez Caballero lo sitúa como ejemplo de cantaor de aquellos tiempos y lo considera uno de los artífices de los estilos de Levante en sus versiones más primitivas, como la taranta o el taranto de Almería.

## Letra de fandangos de Almería trovados
Soy del reino de Almería,
donde nacen los tempranos,
y en amaneciendo el día
me encuentro con el Morato,
que vende verdulería.

Me llaman Pedro "El Morato"
y soy natural de Vera.
Con mi guitarra en la mano,
Señores, ¡que venga tela,
venga tela de verano!